# دنی کلادیس
دنی کلادیس (انگلیسی: Danny Kladis؛ زادهٔ ۱۰ فوریهٔ ۱۹۱۷ در کریستال سیتی، میزوری، درگذشتهٔ ۲۶ آوریل ۲۰۰۹ در جولیت، ایلینوی) رانندهٔ مسابقات اتومبیل‌رانی فرمول یک اهل ایالات متحده آمریکا بود که در فصل‌های ۱۹۵۰ تا ۱۹۵۲، ۱۹۵۴ تا ۱۹۵۵ و دوباره در فصل ۱۹۵۷ در مجموع در شش گراند پری شرکت کرد، اما موفق به کسب هیچ امتیازی نشد.
کلادیس در ۲۶ آوریل ۲۰۰۹ در جولیت، ایلینوی درگذشت.